# Estrée-Blanche
Estrée-Blanche (flämisch: Strate) ist eine französische Gemeinde mit 906 Einwohnern (Stand: 1. Januar 2022) im Département Pas-de-Calais in der Region Hauts-de-France. Sie gehört zum Arrondissement Béthune und zum Kanton Aire-sur-la-Lys (bis 2015: Kanton Norrent-Fontes).

## Geographie
Estrée-Blanche liegt etwa 23 Kilometer westnordwestlich von Béthune. Umgeben wird Estrée-Blanche von den Nachbargemeinden Blessy im Norden und Nordosten, Liettres im Osten, Rely im Südosten, Ligny-lès-Aire im Süden sowie Enquin-lez-Guinegatte im Westen und Südwesten.
Durch die Gemeinde führt die Autoroute A26.

## Bevölkerungsentwicklung
| Jahr                      | 1962 | 1968 | 1975 | 1982 | 1990 | 1999 | 2006 | 2013 |
| Einwohner                 | 1164 | 1093 | 1068 | 1005 | 988  | 928  | 911  | 950  |
| Quelle: Cassini und INSEE |      |      |      |      |      |      |      |      |

## Sehenswürdigkeiten
- Kirche Saint-Vaast aus dem 16. Jahrhundert
- Schloss Créminil aus dem 15. Jahrhundert

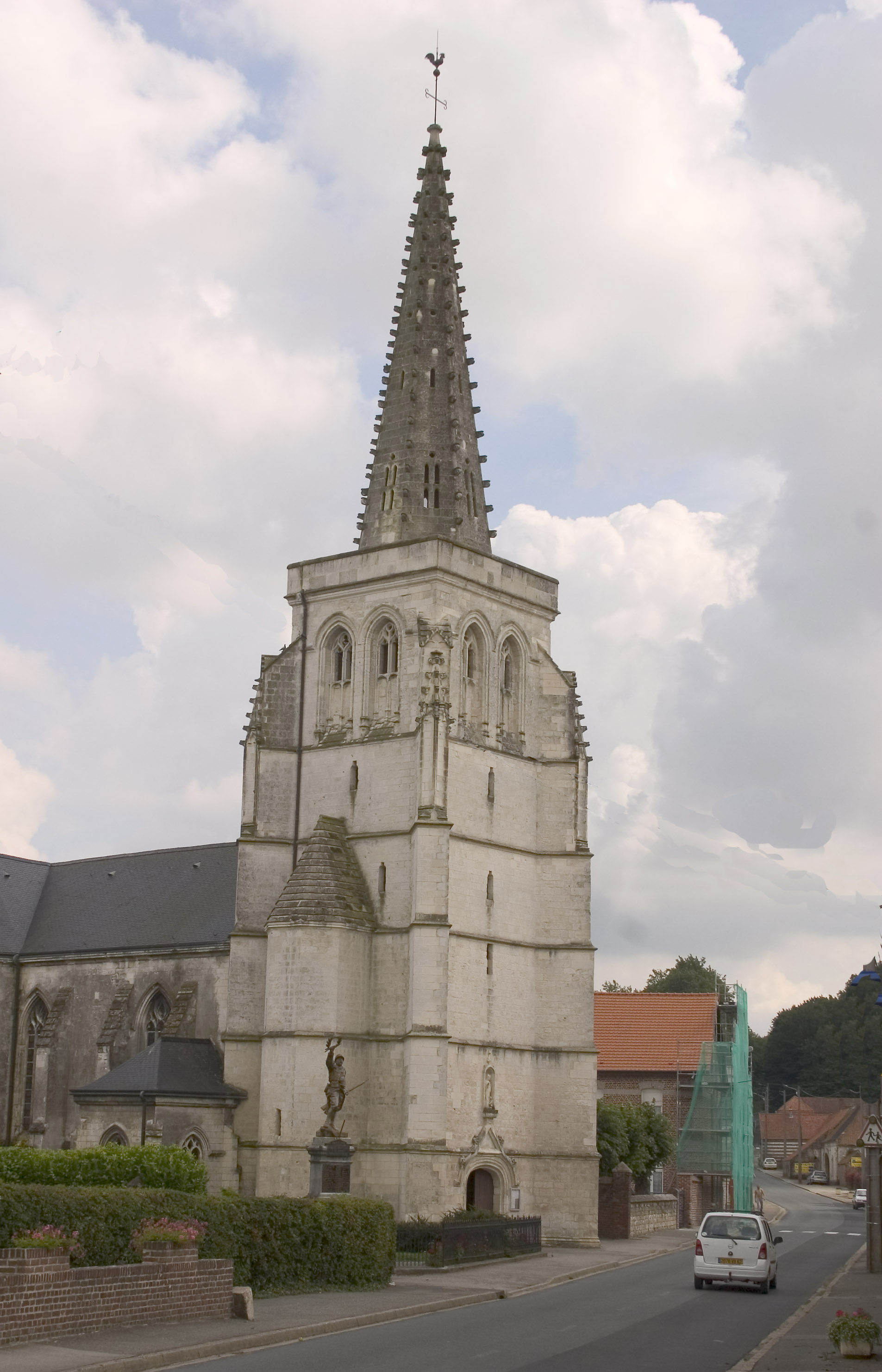
Kirche Saint-Vaast
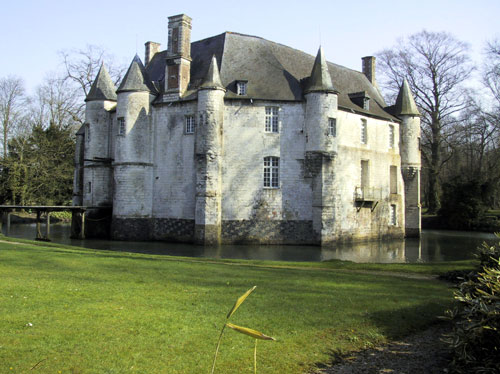
Schloss Créminil